# Max U. Rapold
Max Ulrich Rapold (* 3. Februar 1925 in Rifferswil; † 22. September 2006 in Schaffhausen; heimatberechtigt in Rheinau ZH und Zürich) war ein Schweizer Journalist und Verleger.

## Leben
Rapold wuchs bis zum Beginn des Zweiten Weltkrieges in Stuttgart auf, wo er die Schulen besuchte, ehe die Familie in die Schweiz übersiedelte. Hier besuchte er die Schulen in Hausen am Albis und Zürich. Von 1943 bis 1945 absolvierte er das Oberseminar in Zürich. Nach der Offiziersschule studierte er an der Universität Zürich Jurisprudenz und wurde 1958 mit einer Dissertation über «Demokratie und Wirtschaftsordnung», die er bei Hans Nef verfasste, promoviert. Danach erwarb er das Anwaltspatent.
1960 trat er in den Verlag Meier + Cie AG in Schaffhausen ein und wurde Assistent und Stellvertreter des Verlegers und Chefredaktors der vom Verlag herausgegebenen Schaffhauser Nachrichten, Carl Oechslin. Nach dessen Tod war er 1971 bis 1994 sein Nachfolger als Verleger und Chefredaktor, 1971 bis 1999 Vorsitzender der Geschäftsleitung und 1971 bis 2005 Verwaltungsratspräsident der Meier + Cie, danach bis zu seinem Tod Ehrenpräsident.
Rapold setzte sich bei der Mehrheitsaktionärin des Unternehmens, der Carl-Oechslin-Stiftung, deren Präsident er von 1971 bis 2006 war und die er zusammen mit Marianne Oechslin gegründet hatte, für die Eigenständigkeit und liberale Grundausrichtung der Schaffhauser Nachrichten ein und trat als Gegner des EWR- und des EU-Beitritts der Schweiz auf.
1980 bis 1992 war er Präsident des Schweizerischen Verbands der Zeitungs- und Zeitschriftenverleger (heute Verband Schweizer Medien), danach bis zu seinem Tod Ehrenpräsident. 1988 bis 1994 war er Mitglied des Verwaltungsrates der Schweizerischen Depeschenagentur (SDA). Er war langjähriger Sekretär und Stiftungsratspräsident der Vereinigung für freies Unternehmertum.
Rapold starb nach langer Krankheit im Alter von 81 Jahren.

## Privates
Seine Eltern waren der Lehrer und spätere Tenor und Gesangslehrer in Stuttgart August Rapold und Emma Rapold, geborene Bär. Einer seiner Brüder war der Generalstabsoffizier Hans Rapold. Rapold war seit 1954 mit Connie Houwert, geborene Sigg, mit der er zwei Söhne hatte, und seit 1972 mit Eve Welters verheiratet, mit der er ebenfalls zwei Söhne hatte. Er war Mitglied der FDP.

## Publikationen
- Unternehmerische Impulse für die Welt von morgen. 6 Vorträge, gehalten an der 34. Wintertagung der Vereinigung für freies Unternehmertum vom 24. Januar bis 26. Januar 1986 in Engelberg. Herisau 1986.
- Demokratie und Wirtschaftsordnung. Ein Beitrag zur sozialwissenschaftlichen Grundlagenforschung. Polygraphischer Verlag, Zürich 1959 (zugl. Diss. Univ. Zürich).[8]